# Lijst van burgemeesters van Monnickendam
Dit is een lijst van burgemeesters van de voormalige Nederlandse gemeente Monnickendam vanaf 1814 tot die gemeente op 1 januari 1991 opging in de nieuwe gemeente Waterland.
| Ambtsperiode | Naam burgemeester                   | Partij of stroming | Bijzonderheden                                                                    |
| ------------ | ----------------------------------- | ------------------ | --------------------------------------------------------------------------------- |
| 1814? - 1842 | Daniel (D.) Arbman Dzn. (1766-1842) |                    | eerst maire/schout                                                                |
| 1842 - 1847  | Embertus Joachim van Rooij          |                    |                                                                                   |
| 1847 - 1852  | P. Verdam                           |                    |                                                                                   |
| 1853 - 1881  | F. Nooy                             |                    | tevens burgemeester van Katwoude                                                  |
| 1882 - 1884  | Tjeerd (T.) van der Zee             |                    | tevens burgemeester van Katwoude, later burgemeester van Enschede                 |
| 1884 - 1891  | J.M. Lamaison van Heenvliet         |                    | tevens burgemeester van Katwoude                                                  |
| 1891 - 1915  | H. van Aken                         |                    | tevens burgemeester van Katwoude, eerder burgemeester van Schermerhorn            |
| 1915 - 1936  | Jan (J.) Versteeg jr. (1871-1958)   |                    | tevens burgemeester van Katwoude                                                  |
| 1936 - 1944? | Tjaard (T.) Heikens                 | CHU                | tevens burgemeester van Katwoude; eerder burgemeester van Marken                  |
| 1944? - 1945 | H. van der Hoef                     |                    | waarnemend                                                                        |
| 1945? - 1946 | F. Clobus                           |                    | waarnemend                                                                        |
| 1946 - 1958  | W.N. Kelder                         |                    | tevens burgemeester van Katwoude                                                  |
| 1958 - 1981  | mr. Jan Frans de Groot              | CHU / CDA          | tevens burgemeester van Katwoude (1958-1990), eerder burgemeester van Wijdewormer |
| 1981 - 1991  | drs. Sjo (J.A.M.) Diederen          | CDA                | tevens waarnemend burgemeester van Katwoude (1990-1991)                           |